# Josh Herdman
Joshua Colin Mintone Herdman, detto Josh Herdman (Hampton, 9 settembre 1987), è un attore e artista marziale misto britannico.
È principalmente ricordato per aver interpretato il personaggio di Gregory Goyle nella serie di film di Harry Potter

## Carriera

### Attore
Nato a Hampton, Londra, nel 1987 da Martin e Julia Herdman, è l'ultimo di quattro fratelli. Joshua ha recitato in sette degli otto film della saga di Harry Potter. Inoltre, è apparso in qualche episodio di alcune serie televisive britanniche, quali The Crust, The Bill e Law & Order UK. Nel 2002 ha recitato nel film Pantaloncini a tutto gas insieme all'altro attore di Harry Potter Rupert Grint, e vi ha interpretato il ruolo del bulletto Damon, l'antagonista principale. Infine, è apparso come ruolo di supporto in una serie drammatica interattiva della BBC, UGetMe.
A luglio del 2009 Joshua ha partecipato al London Film and ComicCon e al Muggle Mayhem, una convention di Harry Potter tenutasi a Londra. Lì ha annunciato pubblicamente che Jamie Waylett, suo partner cinematografico nel ruolo di Vincent Tiger, non sarebbe tornato sugli schermi nell'ultimo capitolo della saga del maghetto, Harry Potter e i Doni della Morte, diviso in due film, in quanto condannato a due anni di galera. Nel film è stato Gregory Goyle, il personaggio interpretato da Joshua, a pronunciare alcune delle battute del compagno (tra cui una maledizione mortale contro Hermione Granger) e ad appiccare l'Ardemonio, cadendovi dentro e morendo. 

### Sport
Herdman ha esordito in MMA il 23 aprile 2016 a Romford durante l'evento Rise of Champions 2, in un match contro il polacco Janusz Walachowski, nella categoria Catchweight e vincendolo per decisione unanime con il punteggio 29-28, 29-28, 29-28. A fine incontro ha dichiarato: "Ho scelto l'MMA perché amo questo sport. È crudo, emozionante e imprevedibile. Lo trovo più interessante della boxe, anche se apprezzo la bellezza e l'arte del pugilato; inoltre aveva un senso iniziare nell'MMA a causa della mia formazione nel jujutsu".
Risultati nelle arti marziali miste
| Risultato | Record | Avversario         | Metodo              | Evento              | Data             | Round | Tempo | Città     | Note  |
| --------- | ------ | ------------------ | ------------------- | ------------------- | ---------------- | ----- | ----- | --------- | ----- |
| Vittoria  | 2–0    | Samuel Radley      | Decisione (punti)   | Rise of Champions 5 | 17 febbraio 2018 | 3     | 3:00  | Brentwood | [ 3 ] |
| Vittoria  | 1–0    | Janusz Walachowski | Decisione (unanime) | Rise of Champions 2 | 23 aprile 2016   | 3     | 3:00  | Romford   | [ 4 ] |

## Filmografia

### Cinema
- Harry Potter e la pietra filosofale (Harry Potter and the Philosopher's Stone), regia di Chris Columbus (2001)
- Pantaloncini a tutto gas (Thunderpants), regia di Peter Hewitt (2002)
- Harry Potter e la camera dei segreti (Harry Potter and the Chamber of Secrets), regia di Chris Columbus (2002)
- Harry Potter e il prigioniero di Azkaban (Harry Potter and the Prisoner of Azkaban), regia di Alfonso Cuarón (2004)
- Harry Potter e il calice di fuoco (Harry Potter and the Goblet of Fire), regia di Mike Newell (2005)
- Harry Potter e l'Ordine della Fenice (Harry Potter and the Order of the Phoenix), regia di David Yates (2007)
- Harry Potter e il principe mezzosangue (Harry Potter and the Half-Blood Prince), regia di David Yates (2009)
- Harry Potter e i Doni della Morte - Parte 1 (Harry Potter and the Deathly Hallows - Part 1), regia di David Yates (2010)
- Harry Potter e i Doni della Morte - Parte 2 (Harry Potter and the Deathly Hallows - Part 2), regia di David Yates (2011)
- Robin Hood: l'origine della leggenda (Robin Hood), regia di Otto Bathurst (2018)

### Televisione
- Metropolitan Police (The Bill) – serie TV, un episodio (2004)
- Maghi contro alieni (Wizards vs Aliens) – serie TV, un episodio (2012)
- Marcella – serie TV, 8 episodi (2018)
- White House Farm – serie TV, un episodio (2020)
- Alex Rider – serie TV, un episodio (2021)
- L'uomo che cadde sulla Terra (The Man Who Fell to Earth) – serie TV, 2 episodi (2022)
- Andor – serie TV, 2 episodi (2022)

## Doppiatore
- Harry Potter e l'Ordine della Fenice – videogioco
- Harry Potter e il principe mezzosangue – videogioco

## Doppiatori italiani
- Simone Crisari